# 香港空運業界嬰兒園
香港空運業界嬰兒園（英語：Air Cargo Community Day Crèche）是一所由「香港保護兒童會」所創辦的日託嬰兒園。該校位於九龍旺角砵蘭街387號一樓。

## 宗旨
- 與家長結成夥伴，促進每個孩子的全面成長
- 培育嬰幼兒良好的飲食及衛生習慣
- 提供不同活動，促進嬰幼兒全面發展
- 定期與家長匯報嬰兒發展進度
- 家長工作坊，分享育兒及教養經驗

## 日託嬰兒服務
該嬰兒園為在職父母及有需要的家庭，提供全日制育嬰服務，在適當的照顧下，激發嬰兒的學習動機，培養嬰兒的整體發展。該會相信「嬰幼發展由零歲開始」。

## 手語雙語教學模式

### 計劃內容
該嬰兒園於2013年與香港中文大學手語及聾人研究中心合作，推行「賽馬會手語雙語共融教育計劃」，實行手語雙語教學模式，教導口語和手語。
園長楊家鳳表示當時首次接觸雙語教育，未料成效超出想像，她接受訪問時表示︰「想不到一個八個月大、未有語言能力的嬰兒，竟懂得以手語回答老師的問題。」園內的小孩亦能理解手語指令及意思，學習的詞彙更比以往豐富，因為手語把事物形象化，嬰兒容易記憶。
蘇佩詩老師指出，一歲以下嬰兒的口語能力屬前期發展階段，雖未能準確發音，但可透過手語表達自己和學習一些複雜的概念。健聽學童彭梓倫對學習手語樂此不疲，他的媽媽見他善於表達自己，與聾童相處亦增加同理心，將來或會讓他入讀雙語學校。

### 計劃成效
隨著該計劃的成功，吸引澳門組織及單位，包括澳門托兒所，於2015年6月赴港觀摩該校的手語雙語教育模式，亦與老師及家長進行交流。
在交流過程中，參與計劃的聾、健孩子的家長均表示，利用手語有助兒童接收更多訊息，與子女多了溝通表達的途徑，促進親子關係。亦可讓子女積極參與校園生活，與同學建立良好關係，充分認同此計劃帶來成果，鼓勵其他地區或組織推行類似的項目。另外，有老師分享在活動中加入手語後，兒童的理解、專注力及表達能力都有所提升，真正達至融合教育的目的。

### 評價
香港中文大學手語及聾人研究中心推行手語雙語的模式獲多間機構的支持和肯定。「龍耳」接受訪問時表示認同及讚賞。此計劃亦獲聯合國教育、科學及文化組織國際教育局列入傑出融合教育例子資料庫 。

## 外部連結
- 「香港空運業界嬰兒園」官網 （页面存档备份，存于）
- 「香港空運業界嬰兒園」Facebook專頁